# Bronisław Jakubowski
Bronisław Marian Jakubowski (ur. 22 sierpnia 1896 w Rozwadowie, zm. 16–19 kwietnia 1940 w Katyniu) – kapitan intendent Wojska Polskiego, działacz niepodległościowy.

## Życiorys
Urodził się w rodzinie Michała i Marii z Hilbów. Absolwent szkoły powszechnej i gimnazjum w Kołomyi. Członek drużyn skautowych i „Strzelca”. Od sierpnia 1914 w Legionach Polskich. Wcielony do 2 pułku piechoty. Uczestnik kampanii karpackiej. Po ukończył kursu podchorążych Legionów Polskich w 1915, skierowany do c. i k. 50 pułku piechoty jako tłumacz. Po kryzysie przysięgowym, jako poddany austriacki, wcielony do armii austriackiej i wysłany na front włoski. Dostał się do niewoli. Wraz z innymi Polakami wstąpił do 6 pułku piechoty im. Zawiszy Czarnego Armii gen. Hallera w La Mandria di Chivasso pod Turynem. Wraz z pułkiem przybył do Francji, a w czerwcu 1919 roku do kraju. W składzie pułku przemianowanego na 45 pułk Strzelców Kresowych uczestniczył w walkach z bolszewikami na froncie podolskim, m.in. zajęciu Kijowa.  
W okresie międzywojennym pozostał w wojsku. Służył początkowo w Ministerstwie Spraw Wojskowych. Wysłany w 1922 na kurs do Szkoły Podchorążych w Grudziądzu. Po jego ukończeniu został awansowany do stopnia podporucznika i skierowany do 1 pułku piechoty Legionów w Wilnie. W latach 1923–1925 służył w 41 pułku piechoty w Suwałkach jako oficer kompanii i oficer administracyjny. 1 stycznia 1925 roku otrzymał awans do stopnia porucznika. W latach 1925–1926 był młodszym oficerem i oficerem administracji koszar w 28 pułku Strzelców Kaniowskich w Łodzi. Od 1926 roku służył w 74 Górnośląskim pułku piechoty w Lublińcu jako oficer kompanii (był w 1928 i 1932). W 1937 roku został płatnikiem w Szkole Podchorążych dla Podoficerów w Bydgoszczy. Na stopień kapitana został mianowany ze starszeństwem z 19 marca 1939 i 138. lokatą w korpusie oficerów intendentów, grupa intendentów. W tym samym miesiącu pełnił służbę w batalionie KOP „Słobódka” na stanowisku oficera płatnika. Przed wybuchem wojny był płatnikiem batalionu Korpusu Ochrony Pogranicza „Słobódka II”. 24 sierpnia 1939 roku batalion wszedł w skład 3 pułku piechoty KOP, sformowanego w trybie mobilizacji alarmowej.  
We wrześniu 1939 walczył z Niemcami na Suwalszczyźnie w składzie SGO „Narew”. 13 września 3 pułk KOP został przesunięty w rejon Równego i Kostopola na Wołyniu. W dniach 21–22 września Jakubowski brał udział w walkach z Armią Czerwoną w rejonie wsi Borowicze. Następnego dnia w rejonie wsi Radoszyn jego pułk skapitulował po walce z oddziałami sowieckimi a on sam dostał się do niewoli. Po wzięciu do niewoli osadzono go w obozie NKWD w Kozielsku. Według stanu na grudzień 1939 był jeńcem obozu kozielskiego. Między 15 a 17 kwietnia 1940 przekazany do dyspozycji naczelnika smoleńskiego obwodu NKWD – lista wywózkowa nr 032/1 z 14.04.1940 roku, pozycja 56. Został zamordowany między 16 a 19 kwietnia 1940 przez NKWD w lesie katyńskim. Zidentyfikowany podczas ekshumacji prowadzonej przez Niemców w 1943, zapis w dzienniku ekshumacji pod datą 24.05.1943. Figuruje na liście AM-243-2904 i liście Komisji Technicznej PCK pod numerem 02904. Przy szczątkach znaleziono: zaświadczenie ze szpitala polowego, świadectwo szczepień obozowych, medalik z łańcuszkiem, modlitewnik. Nazwisko Jakubowskiego znajduje się na liście ofiar (pod nr 2904) opublikowanej w Gońcu Krakowskim nr 153 i w Nowym Kurierze Warszawskim nr 156 z 1943 (pod nr 02904). Krewni do 1947 poszukiwali informacji przez Biuro Informacji i Badań Polskiego Czerwonego Krzyża w Warszawie.  
Był żonaty, miał syna.

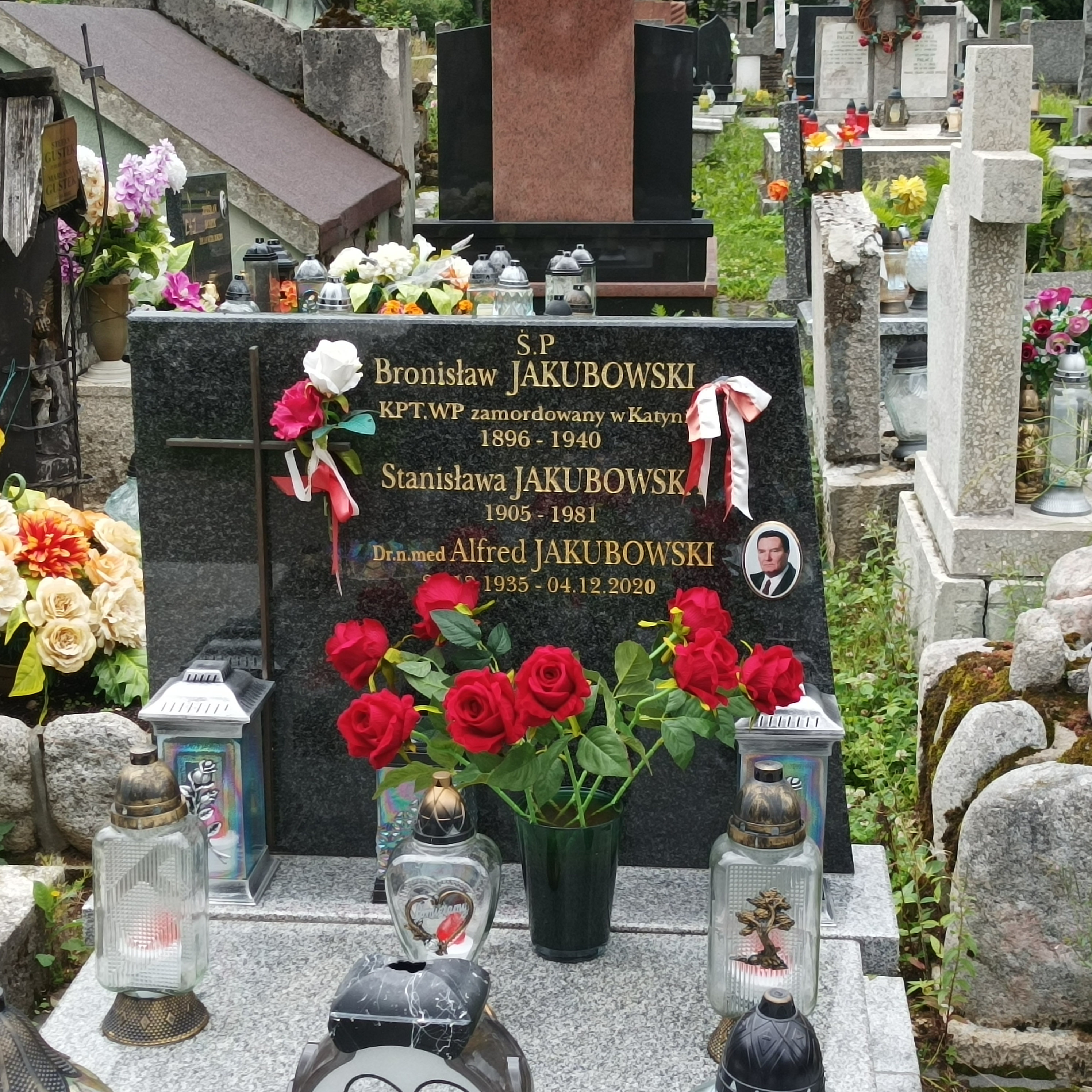
Grób symboliczny kpt. Bronisława Jakubowskiego na Nowym Cmentarzu w Zakopanem

5 października 2007 minister obrony narodowej Aleksander Szczygło mianował go pośmiertnie na stopień majora. Awans został ogłoszony 9 listopada 2007, w Warszawie, w trakcie uroczystości „Katyń Pamiętamy – Uczcijmy Pamięć Bohaterów”.

## Ordery i odznaczenia
- Krzyż Walecznych[5][11][12]
- Medal Niepodległości – 3 czerwca 1933 „za pracę w dziele odzyskania niepodległości”[13][14]
- Srebrny Krzyż Zasługi – 1938 „za zasługi w służbie wojskowej”[15][5]
- Medal Pamiątkowy za Wojnę 1918–1921
- Medal Dziesięciolecia Odzyskanej Niepodległości
- Krzyż Kampanii Wrześniowej – pośmiertnie 1 stycznia 1986[16]
- Medal Waleczności